# SM-65 Atlas
Atlas è il nome di una serie di missili balistici intercontinentali e vettori spaziali.
Furono i primi a essere inclusi nell'arsenale nucleare statunitense e quindi uno dei primi test realmente realizzati del programma spaziale degli Stati Uniti.

## Storia
Venne sviluppato dall'U.S. Air Force e costruito dalla Convair, e al progetto presero parte diversi scienziati tra cui John von Neumann. Inizialmente fu denominato dai militari con la sigla SM-65, mentre a partire dal 1962 fu contrassegnato dalla sigla CGM-16. Il programma relativo al missile Atlas è stato uno dei più costosi investimenti della difesa americana, ma al contempo ha costituito uno dei migliori programmi di ingegneria aerospaziale mai realizzati, i cui risultati ottenuti sia nella fase di sperimentazione che di realizzazione, hanno permesso di realizzare i successivi Titan e Saturn (razzi spaziali) e il LGM-30 Minuteman (missile militare).
Il primo lancio fu effettuato a Cape Canaveral l'11 giugno 1957.

## Dati tecnici
Ecco in sintesi i dati relativi alle dimensioni dell'Atlas: altezza 27,43 m, diametro 3,656 m. La spinta è ottenuta tramite propellente liquido (ossigeno e kerosene). La spinta erogata è di 158.757 kg, ed è fornita da tre motori accesi durante la fase di lancio, ma solo due sono in accensione durante la prima fase di spinta. La pressione deve essere mantenuta nell'ossigeno liquido e nei serbatoi di carburante al fine di garantire l'integrità strutturale del missile stesso.
La massima velocità orbitale è di 28.168 km/h, ma al massimo 25.749 km/h quando utilizzato come ICBM. Raggio operativo: 10.139 km.
L'Atlas può essere impiegato per trasportare testate nucleari per ICBM (Missili Balistici Intercontinentali). Generalmente a tale scopo erano installate le testate W38 da 3,75 megatoni oppure le W49 da 1,44 megatoni.

## Utilizzo
Prestò servizio come missile balistico intercontinentale nella US Air Force dal 1957 al 1965, ma in seguito continuò a essere impiegato per altri scopi. Infatti questo tipo di razzo venne utilizzato anche come razzo vettore nel campo dell'esplorazione spaziale, settore nel quale venne impiegato per la prima volta nel 1958 per lanciare il primo satellite per telecomunicazioni, il Project SCORE, e in seguito divenne uno dei lanciatori più importanti del Programma Mercury della NASA.
Alcune versioni del razzo Atlas, utilizzate per il lancio di satelliti da ricognizione o di sonde spaziali, usavano come secondo stadio un razzo Agena o un razzo Centaur. 
L'ultimo lancio di un Atlas C è avvenuto il 25 agosto 1959, mentre un razzo Atlas E/F fu lanciato il 24 marzo 1995 per il trasporto di un satellite meteorologico, segnando la fine definitiva dell'impiego di questa variante. Tuttavia sono state realizzate altre versioni, tecnicamente molto differenti dal razzo originario. La più evoluta e recente versione del razzo Atlas, l'Atlas V, è stata usata ancora per molti anni, dimostrando una notevole longevità. Un lancio dell'Atlas V per il National Security Space Launch (NSSL) è stato effettuato a Cape Canaveral il 30 luglio 2024, nell'ambito della missione militare chiamata USSF-51.